# Stuivezand (Drimmelen)
Stuivezand is een Nederlandse buurtschap in de Noord-Brabantse gemeente Drimmelen. Het ligt tussen de kernen Made, Helkant en Wagenberg ingeklemd.

## Geschiedenis
Tot 1964 viel Stuivezand onder de gemeente Oosterhout. In 1925 kwam de bevolking van Stuivezand in opstand voor een eigen school voor hun eigen kinderen en een eigen parochie. Daarvoor ging men nog naar school en naar de kerk in het dorp Den Hout. De gemeente Oosterhout wenste de kosten niet te dragen en stelde de gemeente Made voor om Stuivezand te laten annexeren. Die gemeente stond hier niet positief tegenover, aangezien zij dan voor de hoge kosten op kon draaien. De bisschop van Breda had het voor elkaar gekregen een klooster en een open kerk te laten bouwen in Stuivezand, maar wel met de zekerheid dat er een rooms-katholieke school bij zou komen. Hetzelfde als de bevolking wilde. De gemeente Oosterhout gaf aan de school afzonderlijk van de kerk te bouwen, waardoor het hele plan niet doorging.
De Minister van Binnenlandse Zaken besliste op 14 juni 1929 dat de gemeente mee moest werken aan het project van een samenwerkende school en kerk. Op 28 oktober 1929 begonnen aannemers uit Raamsdonk-Dorp en Oosterhout aan de bouw van de kerk en pastorie. Op 6 oktober van het jaar 1930 was de bouw al geschied en werd de kerk ingewijd. Op 3 oktober van dat jaar was de jongensschool klaar en werd die in gebruik genomen. Op 29 december werd het nieuwe klooster in gebruik genomen en op 8 januari 1931 de meisjesschool.
Tijdens de Tweede Wereldoorlog kreeg ook Stuivezand het zwaar te verduren. Zo werden onder andere door de Duitsers de kerkklokken weggehaald, zoals dat in de meeste kerken in Nederland gebeurde voor omsmelting. Bijna honderd boerderijen en andere woningen werden verwoest en ook de kerk en de scholen werden zwaar beschadigd. Van de parochie werden negen mensen gedood. De jongensschool kon door de renovatie in 1946 zijn deuren weer openen. In 1950 zijn er weer nieuwe klokken gekomen in de Stuivezandse kerk. Sinds 1970 wordt het onderwijs geregeld vanuit Made en vanaf 1975 huisvest het pastorale team in een andere pastorie, zodat de tot dan toe gebruikte pastorie verkocht kon worden ten behoeve van onderhoud van klooster en kerk. In de kerk werd op 8 oktober 1955 een orgel in gebruik genomen, gebouwd door de firma Pels & Zn. uit Alkmaar (opus 375). Het stond opgesteld op de orgelzolder aan de westzijde van de kerk. In 1970 is het na een revisie door de firma Pels & Van Leeuwen op de kerkvloer geplaatst in het zuidertransept.

## Tegenwoordig
Stuivezand heeft zich nauwelijks ontwikkeld. De ongeveer 200 inwoners leven soms van landbouw- en veeteeltopbrengsten, maar veel van de inwoners zijn forensen of gepensioneerden. In Stuivezand bevindt zich ook het gelijknamige industrieterrein. Het industrieterrein vormt een scheiding tussen Stuivezand en Made.
Steeds meer boerderijen worden omgebouwd tot luxe woonhuizen, waarbij steeds meer agrarische bedrijven verdwijnen.
Sinds 2007 heeft Stuivezand geen kerk meer. De Blasiuskerk werd omgebouwd tot appartementencomplex. Op 30 september 2007 heeft de laatste kerkdienst plaatsgevonden. Het orgel is naar de Sint Landelinuskerk in Empel overgeplaatst.
Steden en dorpen: Drimmelen · Hooge Zwaluwe · Lage Zwaluwe · Made · Terheijden · Wagenberg · Zevenbergschen Hoek (deels)

Gehuchten: Blauwe Sluis · Helkant · Oud-Drimmelen

Buurtschappen: Binnen Moerdijk · Gaete · Plukmade · Steelhoven · Stuivezand · Het Zand

Noord-Brabant: Steden en dorpen      Nederland: Provincies · Gemeenten